# Anghiari
Anghiari je italijanska občina s 5470 prebivalci (na dan 31. decembra 2019) v pokrajini Arezzo. Mesto je član gibanja Cittàslow, ustanovljenega v Italiji leta 1999 za upočasnitev in izboljšanje kakovosti življenja v mestih. Občina je tudi članica združenja I borghi più belli d’Italia  (Najlepši kraji v Italiji).
Obmejne občine vključujejo Arezzo (jugozahod), Pieve Santo Stefano (sever) in Subbiano (zahod).

## Geografija
Skupnost se razteza na približno 130 km². Nahaja se približno 20 km vzhodno od Arezza in 80 km jugovzhodno od Firenc.
Okrožja so Carboncione, Catigliano, Motina, Ponte alla Piera, San Leo, Scheggia, Tavernelle in Viaio. Sosednje občine so Arezzo, Caprese Michelangelo, Citerna (PG), Monterchi, Pieve Santo Stefano, Sansepolcro in Subbiano.

## Zgodovina
Anghiari je kraj bitke pri Anghiariju med Florentinsko republiko in Milansko vojvodino, ki se je tukaj zgodila 29. junija 1440.  Bitka je navdihnila fresko Leonarda da Vincija v Palazzo Vecchio. Freske ni več, obstaja pa njena slika Petra Paula Rubensa.
Med drugo svetovno vojno je mesto gostilo koncentracijsko taborišče Renicci.

## Znamenitosti
- Palazzo Pretoriano
- Badia di San Bartolomeo
- Villa La Barbolana
- Castello di Galbino

## Kultura
Vsak julij je v Anghiariju festival Anghiari, ki vključuje klasično glasbo, komorno glasbo, zborovska dela in opero. Rezidenčni orkester je Southbank Sinfonia iz Londona, ki ga vodi Simon Over.

## Pobratena mesta
- Argentina La Plata, Argentina, od 18. November 1998
- Rusija Vladimir, Rusija, odt 2004[3]